# Anna Ogino
Anna Ogino (荻野 アンナ, Ogino Anna) (Yokohama, 7 de novembro de 1956) é uma escritora japonesa e professora de literatura na Universidade Keio. Ganhou o Prêmio Akutagawa, o Prêmio Yomiuri e o Prêmio Itō Sei de Literatura.

## Infância e educação
Ogino nasceu como Anna Gaillard em Naka-ku, Yokohama, Prefeitura de Kanagawa, de mãe japonesa e pai franco-americano. Recebeu sua graduação e mestrado em literatura francesa pela Universidade Keio, além de receber uma bolsa de estudos na Universidade Paris-Sorbonne para estudar Rabelais. Em 2002 ela se tornou professora titular da Keio.

## Carreira
Ogino começou a escrever em 1983 como autora de textos para histórias em quadrinhos sobre sereias. Ela ganhou o Prêmio Akutagawa de 1991 com Seoi-mizu (背負い水). Seu livro de 1991, Watakushi no aidokusho (私の愛毒書), um romance crítico que compara autores japoneses eminentes a diferentes tipos de alimentos, recebeu atenção acadêmica por seu uso subversivo da linguagem paródica. Em 2002 ela recebeu o 53º Prêmio Yomiuri com Horafuki Anri no bōken (ホラ吹きアンリの冒険) e em 2008 recebeu o 19º Prêmio Itō Sei de Literatura para Kani to kare to watashi (蟹と彼と私).

## Reconhecimento
- 105º Prêmio Akutagawa (1991上)[8]
- 53º Prêmio Yomiuri (2001 年度)[6]
- 19º Prêmio Itō Sei de Literatura (2008)[7]

## Obras
- Yukitai (遊機体), Bungeishunjū, 1990,ISBN 9784163121802
- Watakushi no aidokusho (私の愛毒書), Fukutake Shoten,ISBN 9784828823980
- Seoi-mizu (背負い水), Bungeishunjū, 1991,ISBN 9784163127606
- Horafuki Anri no bōken (ホラ吹きアンリの冒険) , Bungeishunjū, 2001,ISBN 9784163198200
- Kani to kare to watashi (蟹と彼と私), Shueisha, 2007,ISBN 9784087748727